# Duane Swanson
Duane Alexander Swanson (Waterman, 23 agosto 1913 – Cumberland Furnace, 13 settembre 2000) è stato un cestista statunitense, professionista nella NBL.

## Carriera
Ha vinto la medaglia d'oro con la nazionale di pallacanestro degli Stati Uniti alle Olimpiadi di Berlino 1936, giocando due gare.
Giocò per una stagione nella NBL, disputando complessivamente 11 partite con 1,2 punti di media.

## Palmarès
- Torneo Olimpico: 1
Stati Uniti: 1936